# Quiina amazonica
Quiina amazonica är en tvåhjärtbladig växtart som beskrevs av Albert Charles Smith. Quiina amazonica ingår i släktet Quiina och familjen Ochnaceae. Inga underarter finns listade i Catalogue of Life.